# NGC 1837
NGC 1837 је расејано звездано јато у сазвежђу Трпеза које се налази на NGC листи објеката дубоког неба.
Деклинација објекта је - 70° 42' 51" а ректасцензија 5h 4m 55,9s. Привидна величина (магнитуда) објекта NGC 1837 износи 10,6. NGC 1837 је још познат и под ознакама ESO 56-SC59.